# Amanayara
Amanayara är ett släkte av insekter. Amanayara ingår i familjen syrsor.
Kladogram enligt Catalogue of Life:
| Amanayara | \| \| Amanayara jutinga \| \| \| \| \| \| Amanayara piuna \| \| \| \| |
|           | \| \| Amanayara jutinga \| \| \| \| \| \| Amanayara piuna \| \| \| \| |
|           | Amanayara jutinga                                                     |
|           |                                                                       |
|           | Amanayara piuna                                                       |
|           |                                                                       |